# شهر نو (تاجیکستان)
شهر نو جماعت و شهرکی در کشور تاجیکستان است که در ناحیهٔ شهر نو ناحیه‌های تابع جمهوری قرار دارد. جمعیت این جماعت ۷۴۳۸ است.